# Anacroneuria carchi
Anacroneuria carchi és una espècie d'insecte plecòpter pertanyent a la família dels pèrlids.

## Descripció
- El mascle té el cap de color groc, el pronot amb una franja groguenca i ampla, les membranes alars clares amb la nervadura marró pàl·lid i les ales anteriors amb una llargària de 14 mm.
- La femella no ha estat encara descrita.[5]

## Hàbitat
En el seu estadi immadur és aquàtic i viu a l'aigua dolça, mentre que com a adult és terrestre i volador.

## Distribució geogràfica
Es troba a Sud-amèrica: l'Equador.